# حارة الفاروق الجنوبية (صنعاء)

تعديل مصدري - تعديل

حارة الفاروق الجنوبية هي إحدى حارات حي شعوب بمديرية شعوب إحد مديريات العاصمة اليمنية صنعاء، بلغ تعداد سكانها 2513 نسمة حسب تعداد اليمن لعام 2004.